# فضل بن عباس
فضل بن عباس هاشمی پسرعمو و از اصحاب محمد پیامبر مسلمانان و علی بن ابیطالب امام اول شیعیان است.

## زندگی و تبار
فضل بن عباس بزرگترین فرزند عباس بن عبدالمطلب است. وی در جنگ‌های صدر اسلام شرکت کرد و از تباری مشهور بود. برادر وی ابن‌عباس از او شهرتی فراتر دارد.
او از کسانی است که طبق نقل کتب معتبرتاریخی با خلیفه اول بیعت نکرد و در عنفوان جوانی کشته شد. از اصحاب پیامبراسلام و علی بن ابیطالب امام اول شیعیان و پسرعموی او می‌باشد. فضل از اولین افراد شیعهٔ علی بن ابیطالب بود که به مخالفت با برپاکنندگان سقیفه برخاست.
فضل بن عباس بن عبدالمطلب بن هاشم بن عبد مناف بن قصیّ. کنیه اش ابو محمد است و مادرش ام‌الفضل که نامش لبابه بنت حارث بن حزن بن بجیربن هزم بن رؤیبهٔ بن عبدالله بن هلال بن عامر بن صعصعهٔ بن معاویهٔ بن بکر بن هوازن بن منصور بن عکرمه بن حصفهٔ بن قیس بن عیلان بن مضر است.
فضل بن عباس دختری به نام ام کلثوم داشته است که مادرش صفیه دختر محمیهٔ بن جزء بن حارث بن عریج بن عمرو زبیدی از قبیله سعد العشیره مذحج است.
(اما وی کنیه ابامحمد داشته و احتمال دارد یک فرزند پسر نیز داشته باشد زیارتگاهی در مصر وجود دارد که از آن به عنوان آرامگاه محمد بن فضل بن عباس بن عبدالمطلب (شبل) یاد می‌شود).
فضل بن عباس بزرگترین فرزند عباس بود بین سال‌های چهارم و پنجم بعثت پیامبراسلام درمکه متولد شد؛ در فتح مکه و غزوات پس ازآن بویژه جنگ حنین همراه پیامبر بود و در حنین هنگامی که مردم گریختند، او از جمله معدود خویشاوندان و یارانی بود که پایداری کردند. در حجهٔ الوداع هم همراه پیامبر بود و او را پشت سر خود بر ناقه سوار کرده بودند و به او ردف پیامبر می‌گفتند. پیامبر اسلام برای ازدواج او اقدام کرد.
فضل بن عباس از معدود کسانی است که هم در مراسم غسل پیامبر اسلام شرکت داشته است و هم در دفن او به همراه علی بن ابیطالب حضور داشته است و پس از مرگ پیامبر در جریان سقیفه جانب پسرعمویش علی بن ابیطالب (امام اول شیعیان) را گرفت و در مجلس قریش به انتخاب ابوبکر در سقیفه اعتراض نمود و با اشعاری قریش را به همین دلیل سخت نکوهش کرد. دربیان کیفیت درگذشت وی روایات مختلف است؛ که مشهورترین آن‌ها:
۱- درجریان جنگ‌های دوره خلافت ابوبکر کشته شد.
۲- در شام (سوریه اردن و فلسطین امروزی) در روزگار خلافت عُمر با شیوع بیماری طاعون در سال هیجده هجری فوت کرد.
گفتنی است در واقعهٔ صفین هم این نام آمده و تاریخ نگاران را به اشتباه انداخته زیرا تشابه اسمی با شخص دیگری است که او هم از بنی هاشم بوده و یکی از شعرای بنام قریش می‌باشد به نام فضل بن عباس بن عتبه بن ابی لهب که مادر وی نیز از بنی هاشم بوده یعنی آمنه (امیمه) بنت عباس بن عبدالمطلب. در واقع فضل بن عباس بن عبدالمطلب دائی این شخص بوده و احتمال می‌رود این اشتباه به دلیل همین تشابه اسمی باشد.

## شعرفضل بن عباس بن عبدالمطلب
وی یکی از شاعران بزرگ قریش است. در جریان سقیفه و اعتراض به قریش چنین سرود:
الا ان خیر الناس بعد محمد
وصی النبی المصطفی
عند ذی الذکر و اول من صلی و صنونبیه
و اول من اردی الغواه لدی بدر
یعنی: هان ای مردم، بهترین مردم بعد از پیامبر، وصی پیامبر برگزیده است در نزد صاحب قرآن؛ و اول کسی است که نماز خواند و داماد پیامبر خدا است و نخستین کسی است که در جنگ بدر گمراهان و کافران را به خاک خواری نشانید. در نزدیکی شهر رمله، آرامگاهی منسوب به وی وجود دارد.